# Hydrophilus insularis
Hydrophilus insularis es una especie de escarabajo acuático del género Hydrophilus, familia Hydrophilidae. Fue descrita científicamente por Laporte de Castelnau en 1840.
Se distribuye por los Estados Unidos (Arizona, California, Florida, Texas), México, Guatemala, Nicaragua, Costa Rica, Venezuela, Cuba, República Dominicana, Haití, Puerto Rico, Bahamas, Barbados, Guadalupe, Guyana, Martinica, Montserrat, isla Nieves, Saint Croix (Islas Vírgenes) y San Cristóbal.
Mide 35-40 milímetros de longitud.